# فيديريكو فينياس
فيديريكو فينياس (بالإسبانية: Federico Viñas)‏ هو لاعب كرة قدم أوروغواياني في مركز الهجوم، ولد في 30 يونيو 1998 في مونتيفيديو في الأوروغواي. لعب مع جوفينتود.

## وصلات خارجية
- فيديريكو فينياس على موقع قاعدة بيانات كرة القدم.إي يو (الإنجليزية)
- فيديريكو فينياس على موقع ناشيونال فوتبول تيمز (الإنجليزية)
- فيديريكو فينياس على موقع Soccerway.com (الإنجليزية)
- فيديريكو فينياس على موقع عالم كرة القدم.نت (الإنجليزية)